# ヒコーキ雲 (フラワーカンパニーズの曲)
「ヒコーキ雲」（ヒコーキぐも）は、日本のバンド・フラワーカンパニーズの6枚目のシングル。

## 解説
- シングルとしては前作より3ヶ月ぶりのリリース。
- 表題曲にはバンド初のアニメタイアップが付いた。

## 収録曲
全作詞：鈴木けいすけ　全編曲：フラワーカンパニーズ
1. ヒコーキ雲 (5:11)
作曲：竹安堅一・鈴木けいすけ
テレビ東京系アニメ「はれときどきぶた」中期エンディングテーマ
2. 遠くへ (4:48)
作曲：鈴木けいすけ
3. ヒコーキ雲（オリジナル・カラオケ） (5:11)

## 収録アルバム
- マンモスフラワー（#1）
- Singles & More 〜Antinos Years（#1）
- マンモスフラワー+6（#1, #2）